# Коржовокутська сільська рада
Коржовоку́тська сільська́ ра́да — адміністративно-територіальна одиниця та орган місцевого самоврядування в Уманському районі Черкаської області. Адміністративний центр — село Коржовий Кут.

## Загальні відомості
- Населення ради: 124 осіб (станом на 2016 рік)

## Населені пункти
Сільській раді були підпорядковані населені пункти:
- с. Коржовий Кут

## Склад ради
Рада складалася з 12 депутатів та голови.
- Голова ради: Бабій Віра Миколаївна
- Секретар ради: Подолянець Алла Сергіївна

### Керівний склад попередніх скликань
| Прізвище, ім'я, по батькові     | Основні відомості                                                              | Дата обрання | Дата звільнення |
| ------------------------------- | ------------------------------------------------------------------------------ | ------------ | --------------- |
| Дмитренко Валерій Владиславович | Сільський голова, 1962 року народження, освіта вища, безпартійний              | 07.1994      | 07.2000         |
| Ніщименко Петро Іванович        | Сільський голова, 1971року народження, освіта середня спеціальна, безпартійний | 31.10.2000   | 12.04.2002      |
| Дмитренко Валерій Владиславович | Сільський голова, 1962 року народження, освіта вища, член Партії регіонів      | 12.04.2002   | 01.07.2011      |
| Поліщук Марія Василівна         | Сільський голова, 1956 року народження, освіта вища, член Партії регіонів      | 11.12.2011   | 30.07.2015      |
| Бабій Віра Миколаївна           | Сільський голова, 1974 року народження, освіта середня спеціальна              | 06.11.2015   |                 |

Примітка: таблиця складена за даними сайту Верховної Ради України

### Депутати
За результатами місцевих виборів 2015 року депутатами ради стали:

#### За суб'єктами висування
| Суб'єкт висування                                   | Кількість обраних депутатів | %  |
| --------------------------------------------------- | --------------------------- | -- |
| Позапартійні                                        | 10                          | 84 |
| Політична партія Всеукраїнське об’єднання «Свобода» | 1                           | 8  |
| ПАРТІЯ « БЛОК ПЕТРА ПОРОШЕНКА «СОЛІДАРНІСТЬ»        | 1                           | 8  |

#### За округами
| № округу | Прізвище, ім'я, по батькові     | Дата визнання обраним | Освіта             | Партійна приналежність                              | Відомості про обраного депутата                   |
| -------- | ------------------------------- | --------------------- | ------------------ | --------------------------------------------------- | ------------------------------------------------- |
|          |                                 |                       |                    |                                                     |                                                   |
| 1        | Кривобродська Тетяна Іванівна   | 06.11.2015            | середня спеціальна | позапартійна                                        | Соціальний працівник                              |
| 2        | Давидов Олександр Олександрович | 06.11.2015            | середня загальна   | позапартійний                                       | Тимчасово не працюючий                            |
| 3        | Туз Тетяна Іванівна             | 06.11.2015            | середня спеціальна | позапартійна                                        | Пенсіонер                                         |
| 4        | Решетило Антоніна Петрівна      | 06.11.2015            | середня загальна   | позапартійна                                        | Тимчасово не працююча                             |
| 5        | Подолянець Алла Сергіївна       | 06.11.2015            | вища               | позапартійна                                        | Секретар, Коржовокутської сільської ради          |
| 6        | Сирота Іван Володимирович       | 06.11.2015            | середня загальна   | Політична партія Всеукраїнське об’єднання «Свобода» | Тимчасово не працюючий                            |
| 7        | Ковальчук Тетяна Михайлівна     | 06.11.2015            | середня спеціальна | позапартійна                                        | Головний бухгалтер, Коржовокутська сільська рада  |
| 8        | Гресько Сергій Анатолійович     | 06.11.2015            | середня спеціальна | ПАРТІЯ « БЛОК ПЕТРА ПОРОШЕНКА «СОЛІДАРНІСТЬ»        | Директор, ФГ «Мередіан – К»                       |
| 9        | Почтар Ольга Миколаївна         | 06.11.2015            | середня спеціальна | позапартійна                                        | Завдуюча складом, ТОВ «Агровіт»                   |
| 10       | Кочубій Галина Савустіянівна    | 06.11.2015            | середня загальна   | позапартійна                                        | пенсіонер                                         |
| 11       | Ніщименко Петро Іванович        | 06.11.2015            | середня спеціальна | позапартійний                                       | тимчасово не працюючий                            |
| 12       | Мальована Оксана Миколаївна     | 06.11.2015            | середня спеціальна | позапартійна                                        | Технічний працівник, Коржовокутська сільська рада |